# Wyjęty spod prawa
Wyjęty spod prawa (The Outlaw) – amerykański western z 1943 roku. Tytuł alternatywny Banita.

## Fabuła
Akcja toczy się na Dzikim Zachodzie. Film opowiada historię dwóch rewolwerowców, Billy Kida (Jack Buetel) i Doca Holidaya (Walter Huston). Obaj toczą rywalizację o prawo do objęcia w posiadanie konia i pięknej Rio (Jane Russell). Ich rywalizacja nie odbywa się jednak otwarcie, gdyż obaj kryją się przed szeryfem Patem Garretem (Thomas Mitchell).

## Obsada
- Jack Buetel - Billy the Kid
- Jane Russell - Rio McDonald
- Thomas Mitchell - Pat Garrett
- Walter Huston - Doc Holliday
- Mimi Aguglia - Guadalupe
- Joe Sawyer - Charley